# Eparchie magadanská
Eparchie Magadan je eparchie ruské pravoslavné církve nacházející se v Rusku.

## Území a titul biskupa
Zahrnuje správní hranice území Magadanské oblasti.
Eparchiálnímu biskupovi náleží titul biskup magadanský a siněgorský.

## Historie
Počátky pravoslaví na území oblasti Kolyma položily v 17. století ruští průzkumníci a cestovatelé Moskvin, Semjon Ivanovič Děžňov a jejich společníci. S příchodem pravoslavných věřících se zde začali stavět kaple a chrámy.
Území současné magadanské eparchie patřilo pod jurisdikci irkutské eparchie a to až do roku 1840. Poté se velká část území stala součástí kamčatské eparchie. Roku 1869 bylo území rozděleno mezi jakutskou a kamčatskou eparchii. Roku 1898 bylo její území převedeno pod vladivostockou eparchii.
Dne 31. ledna 1991 byla rozhodnutím Svatého synodu zřízena eparchie magadanská.
Prvním eparchiálním biskupem se stal archimandrita Arkadij (Afonin), duchovní kalužské eparchie.
Dne 23. února 1993 byla rozhodnutím Svatého synodu zřízena z části území eparchie nová eparchie petropavlovská.
Dne 19. července 2000 byla z části území eparchie zřízena nová eparchie anadyrská.

## Seznam biskupů
- 1991–1991 Vadim (Lazebnyj), dočasný administrátor
- 1991–1993 Arkadij (Afonin)
- 1993–1998 Rostislav (Děvjatov)
- 1998–2000 Anatolij (Aksjonov)
- 2000–2003 Feofan (Ašurkov)
- 2003–2011 Gurij (Šalimov)
- od 2011 Ioann (Pavlichin)